# Avallon
Avallon är en kommun i departementet Yonne i regionen Bourgogne-Franche-Comté i norra Frankrike. Kommunen ligger i kantonen Avallon som tillhör arrondissementet Avallon. År 2022 hade Avallon 6 346 invånare.

## Befolkningsutveckling
Antalet invånare i kommunen Avallon
| Referens: INSEE |